# 聖克里斯多福主教座堂 (魯爾蒙德)

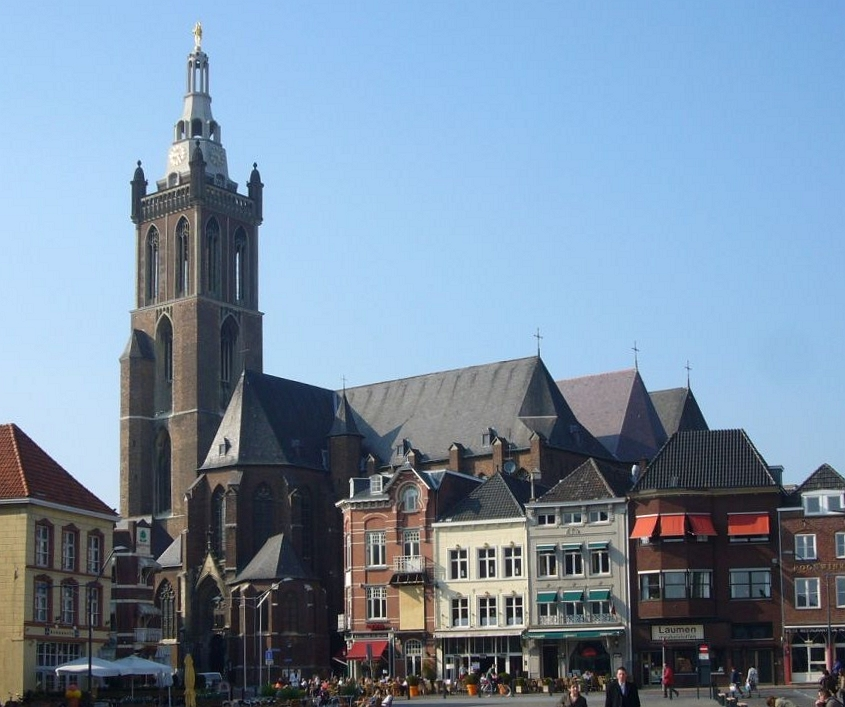
聖克里斯多福主教座堂

聖克里斯多福主教座堂是荷蘭城市魯爾蒙德的一座羅馬天主教的主教座堂。

## 历史
這座教堂是天主教魯爾蒙德教區的主教座堂。1810年，這裡開始修建一座哥特式教堂，以取代城外的舊教堂。第二次世界大戰期間，聖克里斯多福主教座堂遭到了嚴重破壞。2001年，教堂開始進行翻新，並在2016年基本完成。